# Spaltrohrmotor

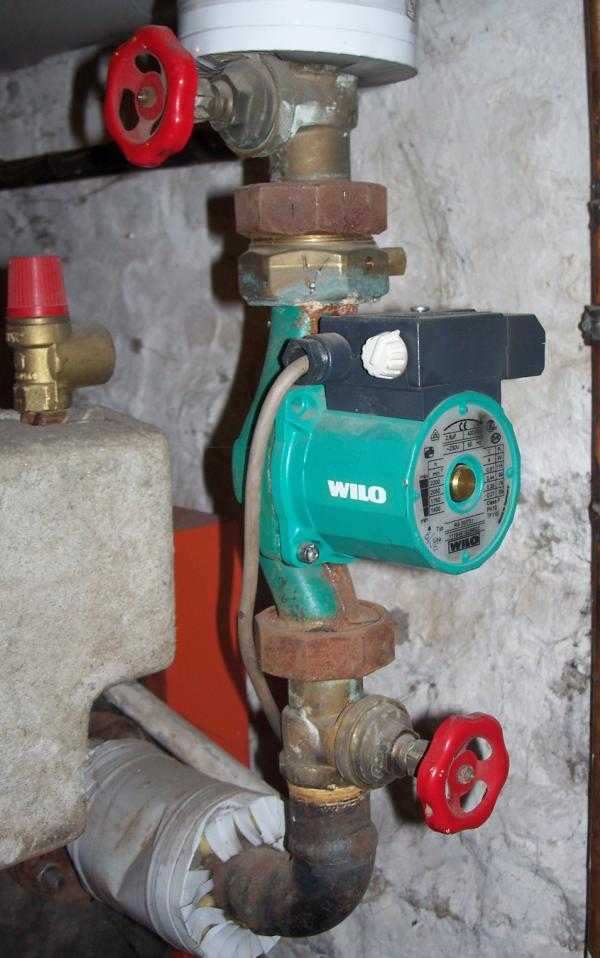
Heizungspumpe mit Spaltrohrmotor

Der Spaltrohrmotor ist ein Elektromotor, bei dem Rotor und Stator durch ein Spaltrohr getrennt sind. Das Spaltrohr befindet sich im Luftspalt zwischen Stator und Rotor des Motors, daher der Name. Es ermöglicht eine absolut hermetische Abdichtung der rotierenden Teile gegenüber den stehenden Teilen und der Umwelt, und bedingt meist einen Rotor ohne Bürsten, sodass diese Bauart vor allem bei Drehstrom-Asynchronmaschinen mit einer Leistung von bis ca. 2 kW zum Einsatz kommt. Um große Verluste durch induzierte Wirbelströme im Spaltrohr zu vermeiden, muss es aus einem Material bestehen, das eine kleine elektrische Leitfähigkeit besitzt. Spaltrohrmotoren werden bei Flüssigkeitsringvakuumpumpen, Kompressoren, Verdrängerpumpen und Rührwerken eingesetzt, und finden auch bei der Förderung feststofffreier aggressiver flüssiger Medien und giftiger Gase in Pumpen und Gebläsen Anwendung, um den Kontakt von Medium und Umwelt auszuschließen.

## Einsatz
Der Spaltrohrmotor wird häufig zum Antrieb von Pumpen eingesetzt und bietet den Vorteil, dass Pumpe und Motor in einer Einheit ohne der Notwendigkeit einer Wellen- oder Gleitringdichtung gebaut werden können, was zudem den Platzbedarf verringert.
Heizungspumpen dieser Bauart werden als Nassläufer bezeichnet, da das Fördermedium (Heizungswasser) innerhalb des Spaltrohres den Rotor umströmt, der daher nass läuft, während der Stator sich im Trockenen befindet. Ein Nachteil dieser Bauart ist der durch Reibungsverluste mit der Flüssigkeit bedingte niedrigere Wirkungsgrad.
Weiterhin ist dieser Antriebstyp in der chemischen und petrochemischen Industrie verbreitet. Grund ist wiederum die sichere Trennung von kritischen Fördermedien und Umwelt durch die bauarttypische Vermeidung der Notwendigkeit, bewegliche Teile wie z. B. eine Antriebswelle gegen feststehende wie das Pumpengehäuse abdichten zu müssen.
Aufgrund der besonderen Motorbauform sind Spaltrohrmotorpumpen meist kostspieliger als Magnetkupplungspumpen.